# Ліхава-Парцеля
Ліхава-Парцеля (пол. Lichawa-Parcela) — село в Польщі, у гміні Шадек Здунськовольського повіту Лодзинського воєводства.
У 1975-1998 роках село належало до Серадзького воєводства.